# Tatsuru Mukojima
Tatsuru Mukojima (向島 建 Mukojima Tatsuru?), född 9 januari 1966 i Shizuoka prefektur, är en japansk före detta fotbollsspelare.
Mukojima började sin karriär 1988 i Toshiba. 1992 flyttade han till Shimizu S-Pulse. Med Shimizu S-Pulse vann han japanska ligacupen 1996. 1997 flyttade han till Kawasaki Frontale. Han avslutade karriären 2001.